# Ole Thestrup

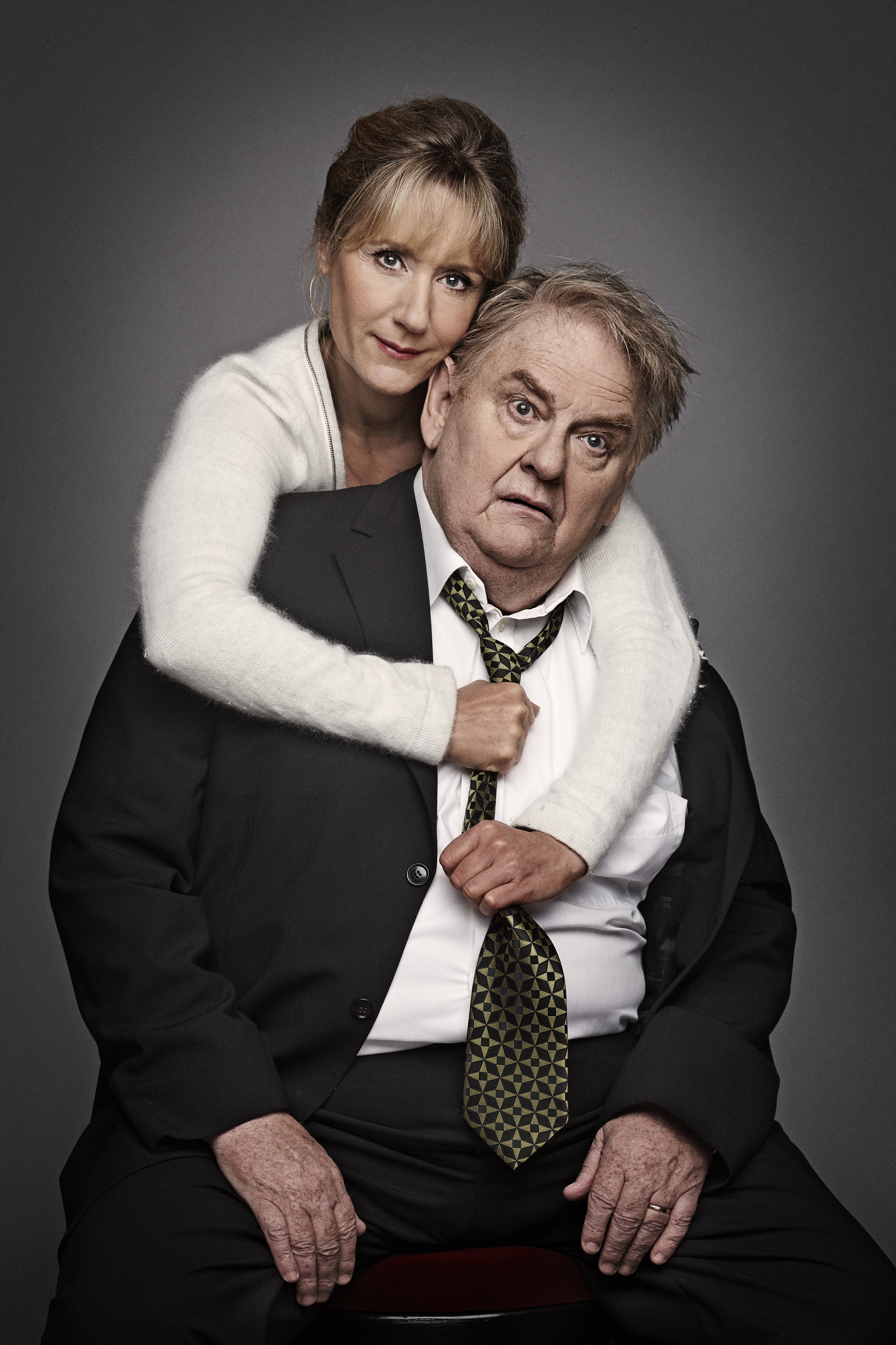
Ole Thestrup och Anette Støvelbæk, 2015.

Ole Thestrup, född 12 mars 1948 i Nibe, Danmark, död 2 februari 2018 på Tuse Næs nära Holbæk, var en dansk skådespelare. 
Åren 1976–1980 var Thestrup engagerad vid Aarhus Teater, 1980–1986 vid Det Kongelige Teater, och därefter frilans. Bland hans teaterroller märks dödgrävaren i Hamlet (Det Kongelige Teater, 1982), Jakob Skomakare i Jeppe på berget (Det Kongelige Teater, 1984), skytten i Robert Wilsons The Black Rider (Betty Nansen Teatret, 1998) och kaptenen i Georg Büchners Woyzeck (Betty Nansen Teatret, 2000–2003). Han har även medverkat i ett flertal danska filmer.

## Filmografi (urval)
- 1983 – Med Lill-Klas i kappsäcken
- 2000 – Blinkande lyktor
- 2003 – De gröna slaktarna
- 2005 – Adams äpplen
- 2010–2013 – Borgen (TV-serie)
- 2013–2015 – Badhotellet (TV-serie)